# Myripristis xanthacra
Myripristis xanthacra là một loài cá biển thuộc chi Myripristis trong họ Cá sơn đá. Loài này được mô tả lần đầu tiên vào năm 1981.

## Từ nguyên
Từ định danh xanthacra được ghép bởi hai âm tiết trong tiếng Hy Lạp cổ đại: xanthós (ξανθός; "vàng óng") và ákros (ἄκρος; "đỉnh, chóp"), hàm ý đề cập đến các vùng màu vàng ở rìa vây lưng, vây hậu môn và hai thùy đuôi của loài cá này.

## Phân bố và môi trường sống
M. xanthacra có phân bố giới hạn ở Biển Đỏ và trải dài đến vịnh Aden thuộc bờ biển Djibouti. M. xanthacra sống trên các rạn san hô ở độ sâu đến ít nhất là 18 m.

## Mô tả
Chiều dài cơ thể lớn nhất được ghi nhận ở M. xanthacra là 20 cm.